# Dolní Žukov

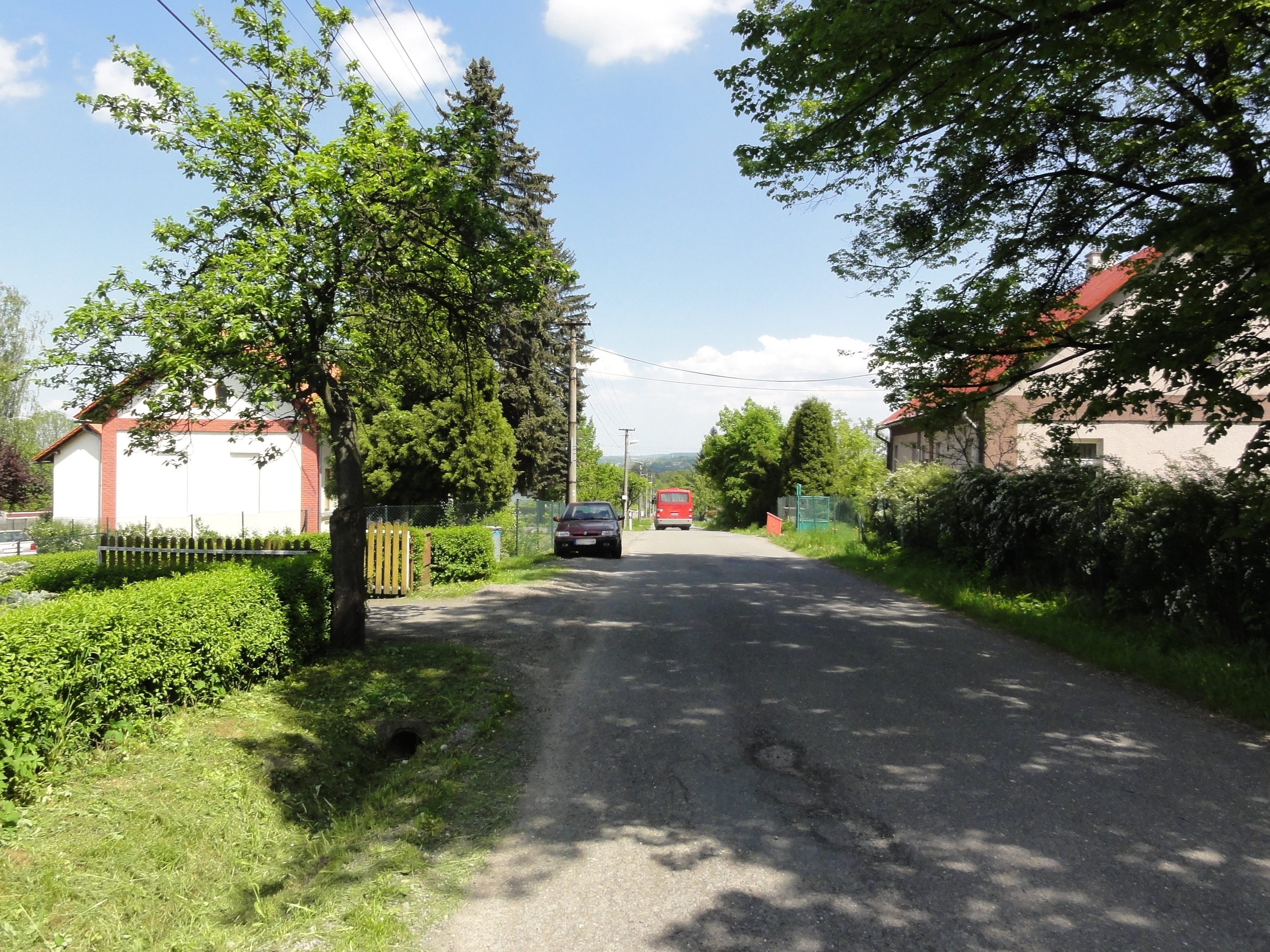
Straße im Zentrum

Dolní Žukov (deutsch Nieder Zukau, Niederzukau polnisch Żuków Dolny) ist ein Ortsteil der Stadt Český Těšín im Okres Karviná in Tschechien.

## Geographie
Dolní Žukov liegt etwa vier Kilometer südwestlich des Stadtzentrums. Der Ort hat eine Fläche von 5,34 km².

## Geschichte
Žukov war eines der ältesten Dörfer im Olsagebiet (auch Teschener Schlesien, polnisch Śląsk Cieszyński). Der Ort wurde am 26. Mai 1229 in der päpstlichen Bulle von Gregor IX. für die Abtei Tyniec bei Krakau als Suckowo erstmals urkundlich erwähnt. Der Name, ursprünglich Žukovo/Żukowo, ist besitzanzeigend abgeleitet vom Vornamen des Erstbesitzers Žuk/Żuk. Die Änderung von Żukowo (Szucowo, 1268) zu Żuków (z Zukowa, 1442, 1461) erfolgte etwa im 14./15. Jahrhundert. Die Unterscheidung zwischen Dolní/Dolny/Nieder und Horní/Górny/Ober erschien erstmals im 16. Jahrhundert (Zukuow Dolnÿ Wrchny).
Politisch gehörte das Dorf ursprünglich in der Zeit des polnischen Partikularismus zum Herzogtum Oppeln-Ratibor (Teschener Kastellanei). Das Herzogtum wurde 1281 nach dem Tod von Wladislaus I. von Oppeln geteilt. Ab 1290 gehörte das Dorf zum Herzogtum Teschen. Seit 1327 bestand die Lehensherrschaft des Königreichs Böhmen und seit 1526 gehörte es mit diesem zur Habsburgermonarchie.
Im Jahr 1268 wurde das Benediktinerkloster in Orlová (dt. Orlau, poln. Orłowa) von Wladislaus I. gegründet, der den Zehnt in Żuków einziehen konnte. Im Jahr 1281 wurde der lokale Priester Gerard erwähnt.
Ein Dokument aus dem Jahr 1626 erwähnt zwei Dörfer Zukuow Dolnÿ Wrchny, aber bestätigt die Existenz von beiden schon im Jahr 1523. Der vom herzöglichen Żuków (Dolny) abgetrennte Teil wurde zum Dorf Horní Žukov. Beide gehörten zur Teschener Kammer.
1783–1850 gehörte es zum Teschner Kreis. Nach der Aufhebung der Patrimonialherrschaften bildete es ab 1850 eine Gemeinde in Österreichisch-Schlesien, Bezirk Teschen und Gerichtsbezirk Teschen.
Die ethnographische Gruppe der Teschener Walachen (Untergruppe der Schlesier, auch Wasserpolaken), wohnhaft auch in Dolní Žukov, traditionell Teschener Mundarten sprechend, nahm deutliche Gestalt an.
Ab 1907 gehörte die Gemeinde zum Wahlbezirk Schlesien 13. In der ersten allgemeinen, gleichen, geheimen und direkten Reichsratswahl 1907 gewann dort im ersten Wahlgang Jan Michejda (Hauptkandidat der polnischen Lutheraner), dann im zweiten Wahlgang der Arzt Ryszard Kunicki (von der polnischen Sozialdemokratischen Partei Galiziens). In der Reichsratswahl 1911 gewann dort wieder Jan Michejda.
Nach dem Zusammenbruch Österreich-Ungarns Ende 1918 war das Gebiet von Teschen umstritten. Am 5. November 1918 verständigten sich der Polnische Nationalrat für das Teschener Gebiet (Rada Narodowa Kięstwa Cieszyńskiego, RNKC) und das tschechische Gebietskomitee (Zemský národní výbor, ZNV) darauf, dass Żuków Dolny an Polen fallen sollte. Die tschechoslowakische Regierung erkannte das jedoch nicht an. Nach dem Polnisch-Tschechoslowakischen Grenzkrieg, einer nicht verwirklichten Volksabstimmung sowie der Entscheidung des Botschafterrats der Siegermächte am 28. Juli 1920, wurde der Ort ein Teil der Tschechoslowakei und des Bezirks Český Těšín. 1938 wurde Dolní Žukov von Polen annektiert und kam im Jahre darauf nach dem Überfall auf Polen zum Deutschen Reich. Bis 1945 gehörte es zum Landkreis Teschen und kam nach Kriegsende zur Tschechoslowakei zurück.
Dolní Žukov wurde 1960 als Stadtteil Český Těšíns eingemeindet. Wegen der Diskriminierung von den kommunistischen Behörden siedelten sich einige Dutzend Pfingstlerfamilien (die Pfarrgemeinde umfasste mehr Dörfer in der Umgebung) in den polnischen Niederen Beskiden an. Die Idee wurde 1961 bzw. 1962 geboren. Die Umsiedlung begann im Jahr 1966. Mit der Hilfe der Pfingstler aus dem polnischen Teil des Teschener Schlesiens wurden nach 3 Jahren drei verlassene lemkische Dörfer – Wola Piotrowa, Puławy und Wisłoczek von ihnen neu besiedelt.

### Einwohnerentwicklung
| Jahr       | 1869 | 1880 | 1890 | 1900 | 1910 | 1921 | 1930 | 1950 | 1961 | 1970 | 1980 | 1991 | 2001 |
| ---------- | ---- | ---- | ---- | ---- | ---- | ---- | ---- | ---- | ---- | ---- | ---- | ---- | ---- |
| Einwohnern | 640  | 692  | 832  | 938  | 1165 | 1156 | 1294 | 1055 | 1101 | 1060 | 1032 | 994  | 1166 |

1. ↑  Darunter: 672 (98,6 %) polnischsprachige, 9 (1,3 %) deutschsprachige, 1 (0,1 %) tschechischsprachige;
2. ↑  Darunter: 798 (96,8 %) polnischsprachige, 26 (3,2 %) deutschsprachige;
3. ↑  Darunter: 925 (99,5 %) polnischsprachige, 5 (0,5 %) deutschsprachige;
4. ↑  Darunter: 1135 (98 %) polnischsprachige, 14 (1,2 %) deutschsprachige, 9 (0,8 %) tschechischsprachige; 336 (28,8 %) römisch-katholisch, 824 (70,7 %) evangelisch, 5 (0,4 %) israelitisch;